# Cratere Yalode
Yalode  è un cratere sulla superficie di Cerere.